# Айвер Полсдоттір
Айвер Полсдоттір, також зустрічається варіант вимови Ейвор Паульсдоуттір (фар. Eivør Pálsdóttir, нар. 21 липня 1983 року, Естурой) — фарерська співачка і автор пісень. В її творчості змішуються елементи джазу, фолку, кантрі, року, а також класичної та християнської музики. За її манеру виконання співачку часто називають фарерською Бьорк.

## Кар'єра
У дванадцятирічному віці Айвер виступала у складі фарерського хору в Італії. У 13 років вона вперше з'явилася на фарерському телебаченні і в тому ж році стала переможницею національного пісенного конкурсу. У 1999 році стала учасницею рок-групи Clickhaze.
Рік потому вийшов її перший альбом — Eivør Pálsdóttir. Він являв збори класичних фарерських балад, виконаних під акомпанемент гітари з джазовими вкрапленнями. У 2001 році разом зі своєю групою Clickhaze Айвер стала переможцем фарерського конкурсу музичних груп Prix Føroyar. Влітку 2002 року разом з Clickhaze вийшов рок-альбом, слідом за чим здійснено успішний тур на Фарерах, у Швеції, Данії, Ісландії та Гренландії.
В 2003 році співачка випустила свій другий сольний альбом — Krákan. Того ж року її номінували на премію Icelandic Music Awards і Айвер перемогла у двох номінаціях — краща співачка і кращий виконавець. Альбом 2004 року (Eivør), записаний спільно з канадцем Біллом Борном, став одним із найпродаваніших альбомів фарерських музикантів у США і Канаді. Цього ж року Айвер стала володаркою титулу фаререць року. Альбом співачки 2007 року записали як в англійській версії (Human Child), так і в фарерському варіанті (Mannabarn).
Основу репертуару становлять пісні фарерською та англійською мовами приблизно в рівному співвідношенні. Однак у творчості співачки тією чи іншою мірою представлені всі скандинавські мови (крім норвезької).

## Дискографія
- 2000 — Eivør Pálsdóttir
- 2003 — Krákan
- 2004 — Eivør (з Біллом Борном)
- 2005 — Trøllabundin (з Danish Radio Big Band)
- 2007 — Human Child (англійське видання)
- 2007 — Mannabarn (фарерське видання)
- 2009 — Eivör Live
- 2010 — Undo your mind EP
- 2010 — Larva
- 2013 — Room
- 2015 — Bridges
- 2015 — Slør
- 2017 — Slor (English Version)
- 2020 — Segl
- 2024 — Enn